# 今、この国を考える〜「嫌」でもなく「呆」でもなく
今、この国を考える〜「嫌」でもなく「呆」でもなく（いまこのくにをかんがえる けんでもなくほうでもなく）とは2014年に全国の書店で実施された選書フェア。河出書房新社の社員により発案された。
ここで問題視されているのは、韓国や中国の国名に「嫌」や「呆」の文字を被せたいわゆる「嫌韓・嫌中」本や、見出しに刺激的な言葉が並べられている雑誌などである。このような出版物は2010年の尖閣諸島問題の緊張が強まってきた頃から増えてきたとしている。この運動は、書店で嫌韓が増え続けているという流れへのアンチテーゼではなく、「本の豊かさや多様性や問題に気付いたり考えたりするきっかけを届けよう」、「書店を一つの価値観で埋めず、これからを生きる手がかりとなる本を提示したい」というものである。

## 選出された本
- 『平成史【増補新版】』（編著：小熊英二）
- 『「在日特権」の虚構』（著：野間易通）
- 『奥さまは愛国』（著：北原みのり・朴順梨）
- 『ルポ産ませない社会』（著：小林美希）
- 『ちゃんとわかる消費税』（著：斎藤貴男）
- 『14歳からわかる生活保護』（著：雨宮処凛）